# Pueblo abey
El pueblo abey (también conocido como abe, abbe, abbey o abbay), pertenece al grupo akan y habita mayoritariamente en Costa de Marfil. Tiene una población estimada en 282.000 personas. Hablan el dialecto akan abey y comparten muchas de sus estructuras sociales con los akan.
Las poblaciones abey (o Béssouffouè en el dialecto de la lengua akan baoulé ) eran los guerreros del ala izquierda del ejército de la reina Pokou. Los abey como otros pueblos akan son originarios de Ghana, desde donde emigraron a Costa de Marfil en los siglos XVII y XVIII.
Los abey habitan principalmente en la región marfileña de Agnéby-Tiassa, entre las ciudades de Tiasale y Agboville, al sur de Costa de Marfil.

## Historia

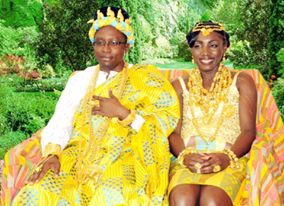
Pareja del pueblo abey

El pueblo abey es parte de la etnia o grupo akan. Los akan se llamaban a sí mismos Nta Fo y llegaron desde el desierto del Sahara (región del Chad-Bénoué) sobre los siglos XI y XII a las zonas ecuatoriales de la llamada Guinea inferior por los europeos (Costa de Marfil, Ghana, Togo y Benín).
Hacia la década de 1550 algunos pueblos akan se confederaron (Confederación de los Estados adansi) para fortalecer su comercio de oro y Kola, pero a la vez provocaron un desplazamiento de pequeños grupos hacia el norte y el sur. En estas migraciones al sur, pueblos como los abey se dirigieron en dirección a los territorios ubicados entre los ríos Tano y Volta.
Según P. Kipre, en este movimiento poblacional se identifican tres centros de poblamiento o dispersión para seguir a los pueblos de la etnia akan: “la región Chad-Bénoué, país de origen; el país de las lagunas, punto de partida de los akanes de la actual República de Ghana; Adansi, punto de partida de la última oleada que pobló el oeste (actual República de Costa de Marfil).”
Desde el siglo XV los portugueses mantuvieron el dominio del comercio con occidente en las costas de la actual Costa de Marfil. A lo largo del siglo XIX comenzó el asedio de los franceses que se consolidó el 10 de marzo de 1983 con la formalización del poder colonial.
La colonización de Costa de Marfil fue de las más sangrientas desarrolladas por los franceses en África Occidental. Ninguna región fue conquistada pacíficamente y el trato desplegado por las fuerzas de ocupación con las poblaciones nativas despertó rebeliones y reacciones anticoloniales de todo tipo.
Una de las rebeliones más radicales y mejor organizadas fue la del pueblo abey que estalló en enero de 1910. Durante tres meses, los abeys, junto a pueblos vecinos mantuvieron a las tropas coloniales bajo control, hasta la rendición en abril. La revuelta tuvo por objetivo ataques a la línea del ferrocarril. Se atacaron en varios días los vagones y los franceses denunciaron el asesinato de pasajeros europeos y funcionarios de la colonia, a los que se habría decapitado y cortado las manos parte de los abeys. También fueron denunciados los rebeldes de atacar a comerciantes diola, trabajadores ferroviarios y cortadores de caoba, matando a muchos de ellos.
A finales de marzo la represión colonial generó un número significativo de víctimas, la destrucción de muchas aldeas y el posterior desarme, la imposición de una multa de guerra, la captura y deportación de jefes y "cabecillas" del movimiento rebelde. Según el reporte colonial la revuelta terminó con la muerte de 574 rebeldes y 60 heridos. Mientras que en las fuerzas coloniales se contabilizaron 21 soldados nativos muertos, 79 nativos heridos y 5 europeos heridos, de los cuales 4 eran oficiales.
Tras las medidas represivas se obtuvo una cierta calma bélica que fue interrumpida en junio del mismo año.  Una aldea abey del clan Makoundié, fue reprimida por fuerzas coloniales con gran dureza. Una investigación de Fabio Viti señala que :”la dura represión cayó sobre poblaciones desarmadas, incluidos ancianos, mujeres y niños, lo que reveló un fuerte espíritu de venganza por parte de las tropas coloniales y la inercia culpable de las autoridades civiles”.
Otra aldea vecina, Diapé fue también objeto de una represión sangrienta de tropas coloniales. En este caso se acusaba a la población de Diapé, del pueblo attié, de dar refugio a los rebeldes abey que lideraron la revuelta de enero de 1910.
En todos estos episodios represivos los franceses utilizaron fuerzas de fusileros senegaleses contratados a su servicio.

## Economía
Practican una agricultura de subsistencia. Poseen plantaciones de cacao, café, kola, plátanos y aceite de oliva.